# Cosmopterix longilineata
Cosmopterix longilineata là một loài bướm đêm thuộc họ Cosmopterigidae. Loài này có ở Thái Lan.